# عملیات ضربت محرم
عملیات ضربت محرم، حملات نیروی هوافضای سپاه پاسداران انقلاب اسلامی به هجین استان دیرالزور در مرز سوریه و عراق پس از حمله به رژه نظامی در اهواز بود. سپاه پاسداران بامداد دوشنبه ۹ مهرماه ۱۳۹۷ با ۶ فروند موشک بالستیک و ۷ فروند پهپاد رزمی، مواضع و مقرهای داعش در شرق فرات در خاک سوریه را مورد هدف قرار داد.
موشک‌های شلیک شده از دو نوع ذوالفقار (برد بیشینه ۷۵۰ کیلومتر) و قیام (برد بیشینه ۸۰۰ کیلومتر) بودند.
حسین مرتضی مدیر دفتر شبکه العالم در دمشق اعلام کرد که بر اثر حمله موشکی سپاه پاسداران به مقر داعش در سوریه، ابوعلی مشهدانی، یکی از فرماندهان داعش که فرماندهی امنیتی منطقه موصل در عراق را برعهده داشت، کشته شده است.
سپاه پاسداران در اطلاعیه‌ای اعلام کرد که این عملیات، در پی حمله مسلحانه به مردم و نیروهای رژه‌رونده در جریان رژه نیروهای مسلح در ۳۱ شهریور ماه بوده است.